# Sd.Kfz. 253半履带车
Sd.Kfz.253半履带车 （leichter Gepanzerter  
Beobachtungskraftwagen，輕型裝甲觀察車）是一種德國輕型觀測車輛，被前線炮火观测员用于跟随坦克与摩托化步兵单位。也可改装为步兵突击车。此车辆属于Sd.Kfz. 250半履带车家族。
它的外观与Sd.Kfz.250相似，但Sdkfz 253是全封闭式的。德玛格/魏格曼在1940年至1941年间生产了285辆。

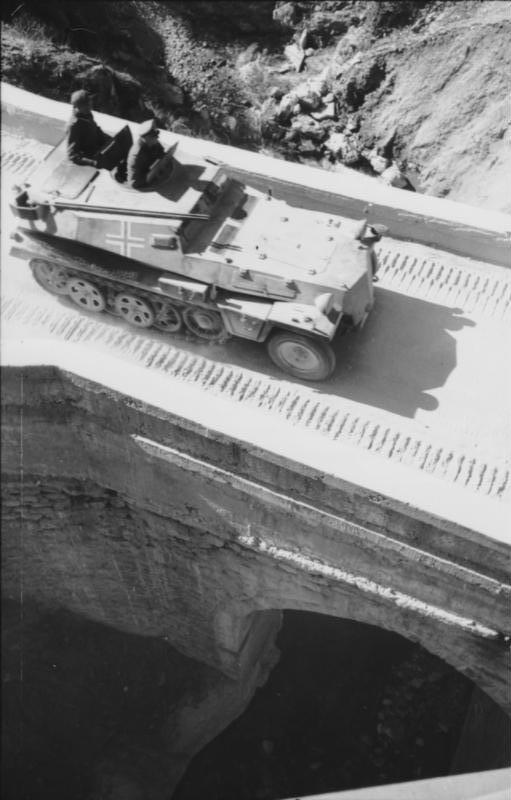
SdKfz.253